# Бадалов, Ашот Львович

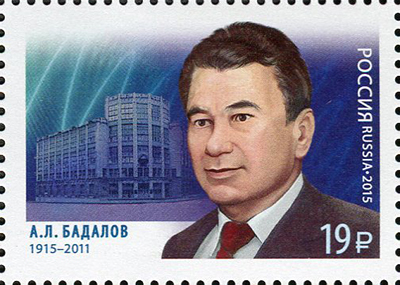
Почтовая марка России (2015 год)

Ашо́т Льво́вич Бада́лов (8 января 1915, Баназур (ныне Бинадараси), Елизаветпольская губерния — 29 августа 2011, Москва) — советский и российский инженер, учёный, один из создателей советской системы спутниковой связи, в 1963—1991 годах — заместитель министра связи СССР. Кандидат технических наук, академик Международной академии информатизации, обладатель почётных званий «Заслуженный связист Российской Федерации», «Мастер связи», «Почётный радист СССР», «Почётный член Международного союза электросвязи», библиофил.

## Биография
Родился 21 апреля 1916 года в селе Баназур (ныне Бинадараси) Джебраильского уезда Елизаветпольской губернии, ныне — Ходжавендский района Азербайджана. По документам дата рождения — 8 января 1915 года.
Окончив Тбилисский электротехнический институт связи, с 1937 по 1942 год работал инженером передающей радиосети Донецкого областного управления связи, начальником радиоотдела областного управления связи города Сталино (ныне Донецк).
Во время Великой Отечественной войны — начальник Сталинградского радиоцентра.
В конце 1943 года переведён в Москву. Работал в наркомате (затем — министерстве) связи СССР: старший инженер Главного радиоуправления, с 1953 года — начальник Главного радиоуправления, заместитель министра (1963—1991).
Стоял у истоков создания Межведомственной (МВКРЧ), а впоследствии — Государственной комиссии по радиочастотам (ГКРЧ СССР); внёс вклад в дело рационального использования радиоспектра, а позднее орбитального космического пространства. 
Во многом благодаря его работе в России появилось современное радиовещание и телевидение, сотовая мобильная связь.
В течение нескольких лет являлся членом коллегии Минсвязи СССР и одновременно — коллегии Государственного комитета Совета Министров СССР по телевидению и радиовещанию
В 1959 году Приказом Министра Связи СССР (№ 195 от 30 марта) был назначен Председателем постоянно действующей Комиссии по рассмотрению строительства новой радиостанции Московского телецентра с башней для антенн высотой 500 м. Выбор комиссии был сделан в пользу её размещения в районе бывшей деревни «Оста́нкино». Сегодня это известный Телецентр «Останкино».
В качестве главы советских, а впоследствии российских правительственных делегаций в течение многих десятилетий представлял страну в международных организациях, в том числе — Международном Союзе Электросвязи (МСЭ). Во многом благодаря его вкладу была заложена основа создания российского орбитального-частотного ресурса.
Бадалов обладал талантом искусного «переговорщика». Даже в годы холодной войны он старался находить разумные технические и политические решения в спорах с западными оппонентами. В мировом профессиональном сообществе он был известен как «человек слова», жёстко отстаивавший национальные интересы и одновременно готовый к поиску компромисса.
Также он являлся признанным экспертом и исследователем книг, в первую очередь, — миниатюрных. А. Л. Бадалов систематизировал знания о микрокнигах и предложил считать таковыми издания, размеры которых составляют менее 1 см. В настоящее время это общепризнанный в среде библиофилов стандарт..
Умер в Москве 29 августа 2011 года в возрасте 95 лет.